# Einsiedler Wallfahrt
Die Einsiedler Wallfahrt ist eine vom Mittelalter bis heute aus vielen Regionen der Schweiz, aus Süddeutschland und anderen Gebieten praktizierte Wallfahrt zum Kloster Einsiedeln, einem der bedeutendsten Wallfahrtsorte der katholischen Kirche. Als Ziel der jahrhundertealten Pilgertradition gilt vor allem die berühmte Schwarze Madonna von Einsiedeln. Die Wallfahrt nach Einsiedeln zählt auch zum Immateriellen Kulturgut der Schweiz.

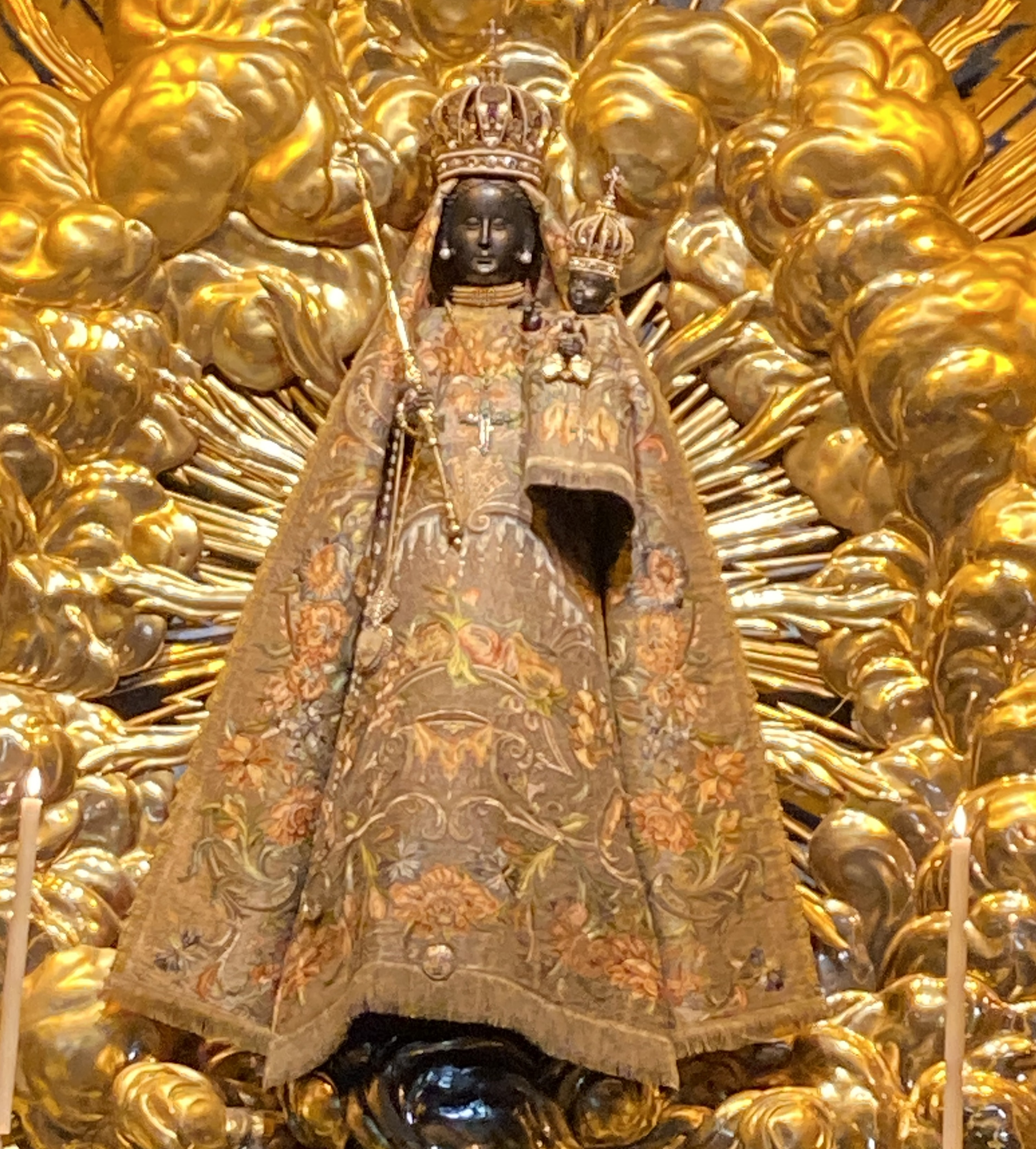
Die Schwarze Madonna von Einsiedeln in ihrem Osterornat

## Geschichte
Im Gegensatz zu Lourdes  oder Fatima geht die Wallfahrt in Einsiedeln nicht etwa auf eine Marienerscheinung zurück, sondern auf eine klösterliche Tradition.

### Ursprung der Wallfahrt
Es kann wohl angenommen werden, dass der heilige Meinrad aus seinem Mutterkloster Reichenau eine besondere Verehrung für Maria mitbrachte, weil das Kloster am Bodensee im 9. und 10. Jahrhundert ein Brennpunkt der Marienverehrung war. Quellen hierzu sind aus Meinrads Zeit allerdings nicht vorhanden.

### Mittelalter
Der älteste erhaltene Hinweis auf die Einsiedler Wallfahrt datiert auf das frühe 14. Jahrhundert. 1337 erhielten Pilger aus Vorarlberg von einem Ritter aus der adeligen Familie Thumb von Neuburg einen Geleitbrief für die Fahrt nach Einsiedeln. In der Mitte des 14. Jahrhunderts wurde neben dem Kloster ein Pilgerhospital gebaut.
Die Wallfahrt selbst dürfte aber bereits älter sein. Gefördert wurde sie dabei durch die Legende der Engelweihe, nach der die Einsiedler Gnadenkapelle im Jahre 948 von Christus selbst geweiht worden sei. Ursprünglich war die Einsiedler Wallfahrt deshalb eine Christuswallfahrt, eine Wallfahrt zu der von ihm geweihten Kirche, die sich erst allmählich durch das Aufkommen der Marienfrömmigkeit im Hochmittelalter zu einer Marienwallfahrt wandelte. Alljährlich erinnert man in Einsiedeln am Fest der Engelweihe am 14. September an die wundersame Weihe der Kapelle.

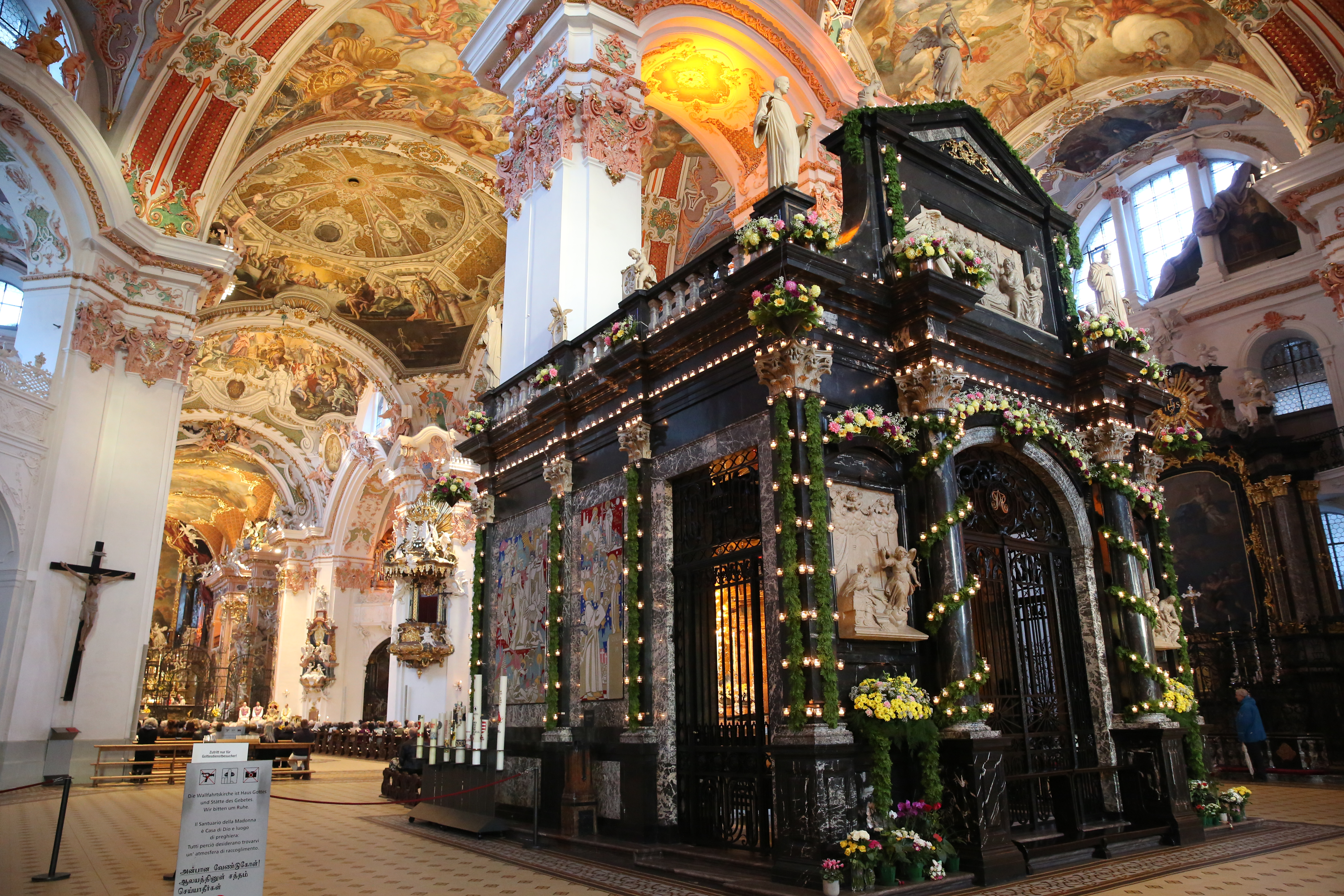
Gnadenkapelle in der Klosterkirche Einsiedeln

Das Mittelalter war die grosse Zeit des Pilgerwesens. Neben Wallfahrtsgruppen und Einzelpilgern, die nach Einsiedeln kamen, befanden sich auch viele auf der Durchreise zu den grossen Wallfahrtszielen Rom oder Santiago de Compostela.
Ein weiterer Grund der Anreise waren von weltlichen und kirchlichen Behörden angeordnete Straf- und Sühnemassnahmen, die zwischen dem 14. und dem 18. Jahrhundert nachweisbar sind. Als Nachweis für die vollbrachte Wallfahrt mussten die Verurteilten einen Beichtzettel aus Einsiedeln mitbringen. Einsiedeln war dabei in der Schweiz neben Rom und Santiago de Compostela das häufigste Ziel von juristisch verordneten Wallfahrten.
Die ursprüngliche Marienstatue in der Gnadenkapelle ging möglicherweise beim Klosterbrand 1464 verloren und wurde 1466 durch eine spätgotische Marienstatue ersetzt, die bis heute das Einsiedler Gnadenbild darstellt.

### Von der Reformation zur Französischen Revolution
Nach der Reformation und vor allem in der Zeit des Barock wurde Einsiedeln mehr und mehr zu einem marianisch geprägten Wallfahrtsort. Nach der grossen kirchlichen Krise durch die Reformation festigte sich die Mönchsgemeinschaft wieder und prägte die Einsiedler Wallfahrtskultur wesentlich mit. Eine Wallfahrt während des Dreissigjährigen Krieges wird in dem Abenteuerroman Der abenteuerliche Simplicissimus von Grimmelshausen beschrieben (erschienen 1668). Der einfältige Romanheld Simplicius ist überrascht von dem Wohlstand, der in der friedvollen Schweiz herrscht, während der deutsche, österreichische und böhmische Teil des Heiligen Römischen Reichs unter Krieg, Zerstörungen, Hunger und Elend leiden.

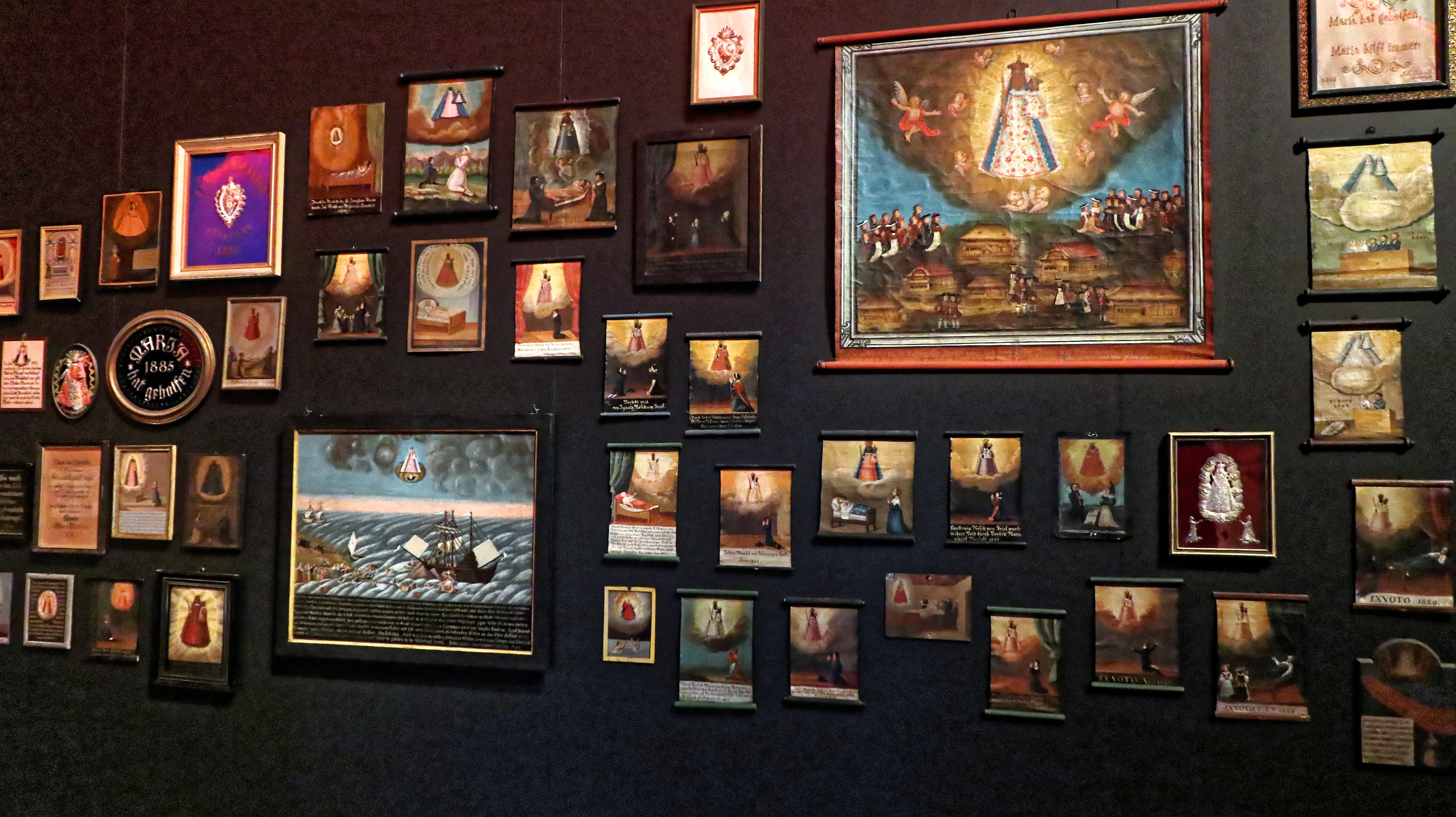
Votivtafeln aus Einsiedeln in einer Ausstellung des Schweizerischen Landesmuseums in Zürich 2017

In der Barockzeit wurden an Feiertagen prächtige Festgottesdienste gefeiert, um den Pilgern ein besonderes Erlebnis zu ermöglichen. Ein plötzliches Ende erlebte die Wallfahrt aufgrund des französischen Einfalls in die Schweiz im Mai 1798, wodurch die Mönche ins Ausland fliehen mussten. Das Gnadenbild wurde in Sicherheit gebracht, bevor französische Soldaten die Gnadenkapelle zerstörten.
Nach der Rückkehr des Konvents aus dem Exil begann der Wiederaufbau des geplünderten Klosters. Die Gnadenkapelle wurde erst 1817 wieder errichtet, diesmal in klassizistischer Form, aber zu einem grossen Teil aus dem Abbruchmaterial der vorherigen Kapelle.
Wie andere Wallfahrtsorte war auch die Klosterkirche von Einsiedeln für viele Personen nach Schicksalsschlägen das Reiseziel, wenn sie aufgrund von Gelübden zum Beispiel wegen der Rettung aus einer Notlage oder der Heilung einer Krankheit die Madonna aufsuchten. Von solchen Fällen zeugen zahlreiche Votivgaben und Exvoto-Objekte, die der Klosterkirche überlassen wurden.

### Moderne

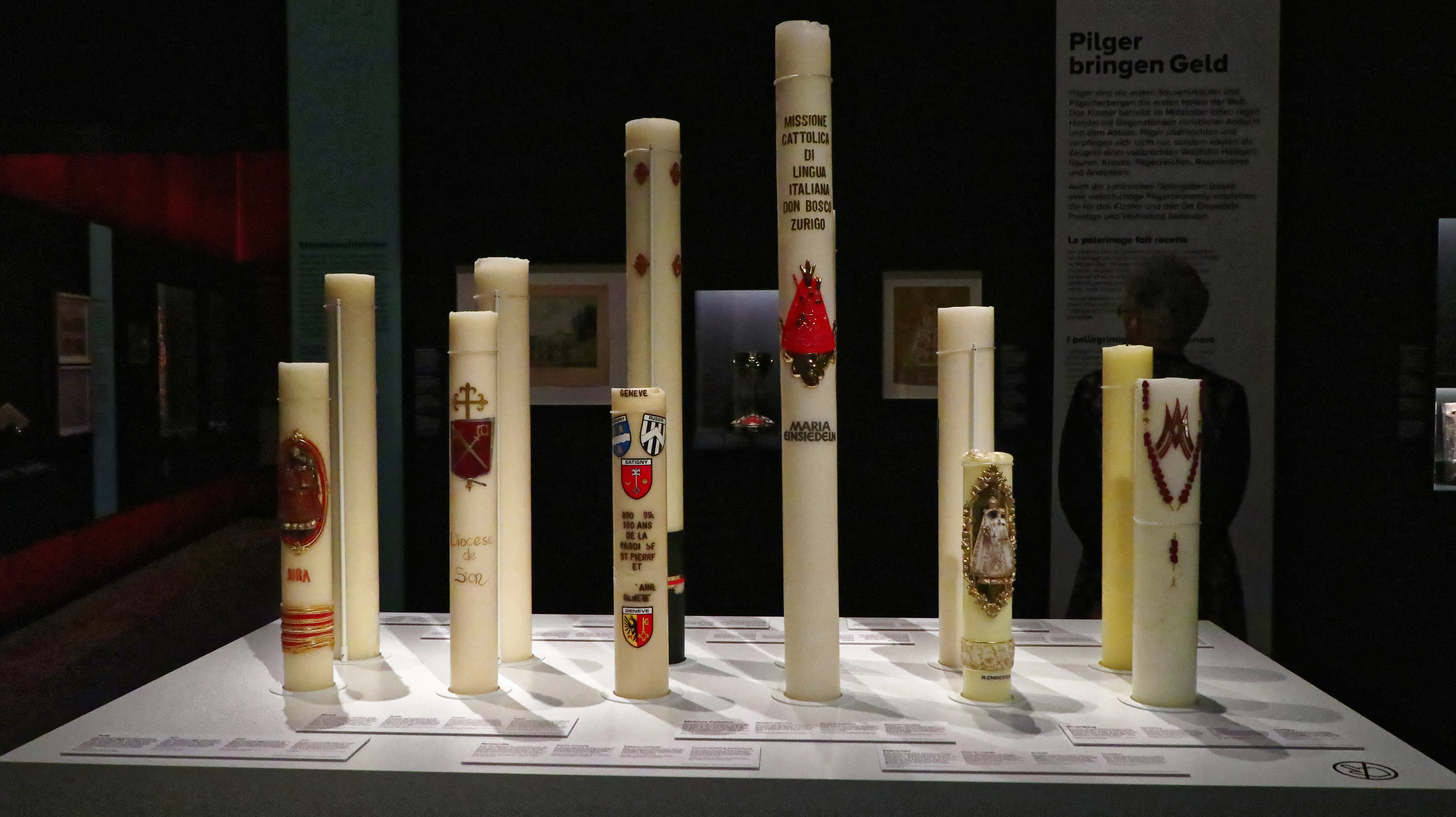
Votivkerzen von Pilgergruppen

Durch den vom Kloster mitfinanzierten Anschluss Einsiedelns an das Bahnnetz 1877 veränderte sich die Wallfahrt. Erst recht mit dem Aufkommen von Reisebussen im 20. Jahrhundert begann die Zeit der Massenwallfahrten. Doch im Gegensatz zu den früheren Wanderungen der Pilger und mehrtägigen Aufenthalten im Ort hat sich die Reise spätestens durch die Nutzung von privaten Autos zur Individualreise verändert. Die Pilger reisen immer öfter allein oder im Familienkreis an und aufgrund der Mobilität ist keine Übernachtung mehr notwendig. Damit begann in Einsiedeln ein Hotelsterben. Dazu trägt wohl auch der teure Schweizer Franken bei, sodass sich viele ausländische Gäste einen Übernachtungsaufenthalt nicht leisten wollen.
Die veränderten Reisemöglichkeiten führten aber auch zu einer Internationalisierung der Klosterbesucher. Auch viele Immigranten pilgern nach Einsiedeln, die aus katholischen Heimatländern als Gastarbeiter in die Schweiz kamen. Die Möglichkeit, sich mit Landsleuten auszutauschen und neue Bekanntschaften zu schliessen, war seit jeher ein wichtiger Bestandteil der Gruppenwallfahrten.

## Pilgerwege

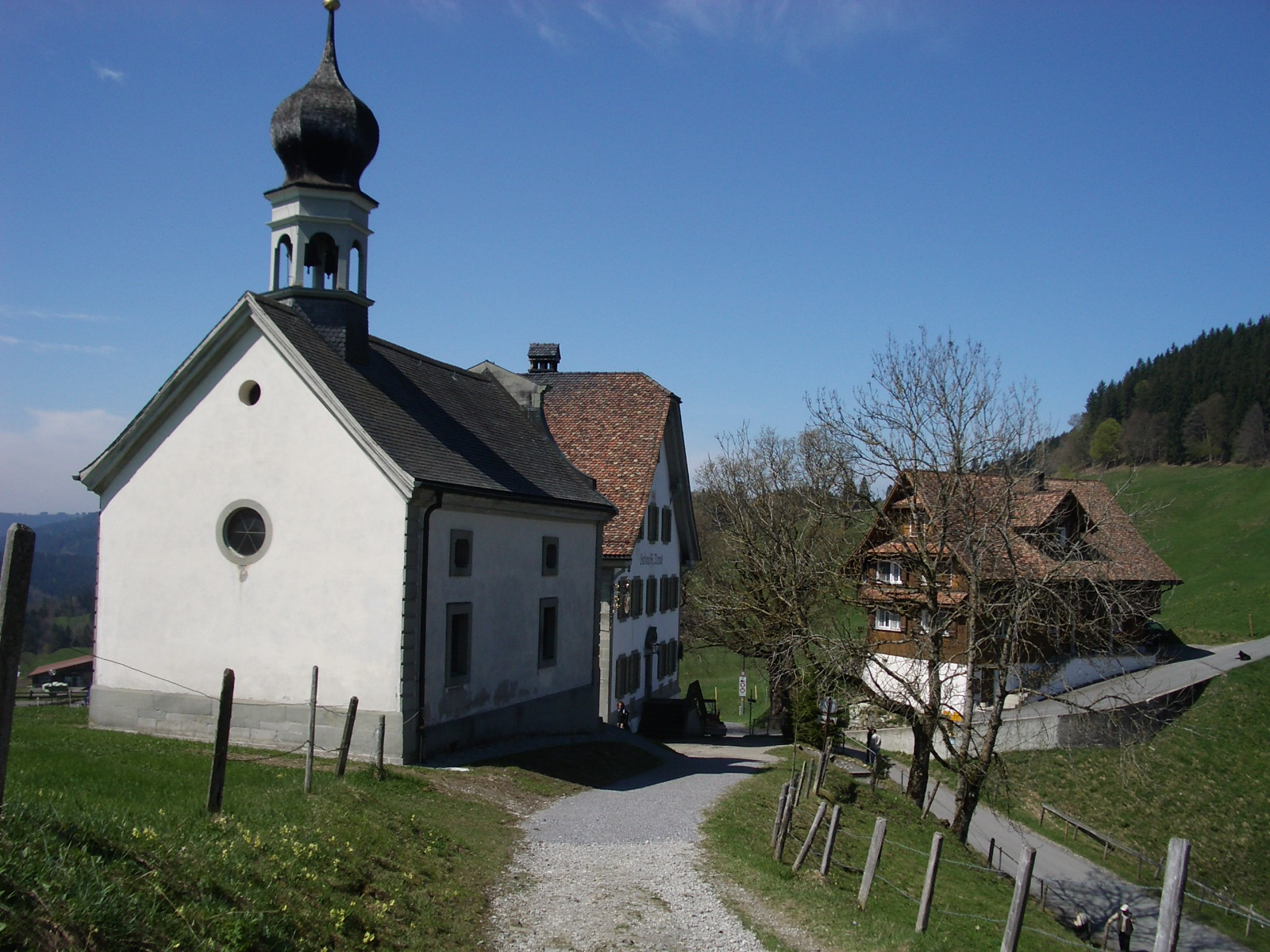
Etzelpass mit der Meinradskapelle am Ort der ersten Einsiedelei des heiligen Meinrad

Aus verschiedenen Richtungen führen historische Pilgerwege zum Kloster Einsiedeln. Eine Hauptroute entspricht zugleich dem Schweizer Jakobsweg, der auch Schwabenweg genannt wird und von Konstanz zum Kloster Einsiedeln als wichtige Station führt. Bei Rapperswil können die Pilger den Zürichsee auf dem Holzsteg neben dem Seedamm überqueren und danach von Pfäffikon aus auf dem alten Pilgerweg zum Etzelpass hinaufsteigen, wo am Weg die Meinradskapelle steht. Ein Nebenzweig zu dieser Route führt von Bregenz über Appenzell in die Innerschweiz.
Vom Mittelland aus führt ein bekannter Pilgerweg über Zug und den Raten und den Chatzenstrick nach Einsiedeln. Aus dem Kanton Luzern wird jährlich eine «Luzerner Landeswallfahrt» nach Einsiedeln organisiert. Der Pilgerweg führt über Goldau und Sattel nach Rothenthurm und von der Altmatt ebenfalls über den Chatzenstrick.

## Aktuelle Angebote
Heutzutage wird das Kloster jährlich von Hunderttausenden von Pilgern aus der ganzen Welt besucht. Der Grossteil reist aus der Schweiz und dem umliegenden Ausland an, aber auch Pilger aus ost- und mitteleuropäischen Ländern sind stark vertreten. Neben den traditionell religiösen Pilgern finden sich auch immer mehr Besucher ein, welche Kloster und Dorf eher aus kulturellen Gründen besuchen.
Die Organisation der Wallfahrten liegt nun, im Gegensatz zu früher, vornehmlich in den Händen des Klosters. Bereits in den 1920er Jahren richtete der Einsiedler Verkehrsverein den Wunsch an das Kloster, mehr Verantwortung zu übernehmen, sodass 1933 der Posten des Wallfahrtspaters geschaffen wurde, der die Koordination des Wallfahrtsbetriebes organisieren sollte. Seitdem bemühte sich das Kloster verstärkt, Veranstaltungen wie die Einsiedler Jugendwallfahrt zu organisieren, um den Wallfahrtsort auch für jüngere Menschen attraktiv zu gestalten. Aufgrund der vielen Termine veröffentlicht das Kloster jährlich einen Wallfahrtskalender.
Mit baulichen Massnahmen wurde die Attraktivität der Umgebung des Klosters Einsiedelns gesteigert. Der naturnahe Kreuzweg wurde 1939 vollendet und am 20. Juli 1941, der äusseren Feier des Festes Unserer Lieben Frau von Einsiedeln, eingesegnet.
Die Einsiedler Mönche sind auch um die Sicherheit der Besucher besorgt. So musste etwa die Portugiesen-Wallfahrt mit ihrer 30-jährigen Tradition 2022 neu organisiert werden, da die Teilnehmerzahlen (zwischen 10.000 und 15.000 Personen) aufgrund fehlender Notausgänge für die Klosterkirche zu gross wurden.
Neben den Hotelbesuchen wird es Männern auch ermöglicht, einen Gastaufenthalt im Kloster zu verbringen und die monastische Tradition persönlich zu erfahren.